# ماكسيم فانتوم
ماكسيم فانتوم (بالفرنسية: Maxime Vantomme) (و. 1986  م) هو راكب دراجة هوائية بلجيكي، مركز لعبه هو عداء دراجات ‏.

## سجل الفوز

### سباقات أو مراحل فاز بها
| التاريخ        | السباق                              | المركز                   |
| -------------- | ----------------------------------- | ------------------------ |
| 28 يوليو 2010  | طواف الوني 2010                     | الخامس في التصنيف العام  |
| 05 سبتمبر 2010 | غروت بريجس جيف شيرنز 2010           |                          |
| 26 سبتمبر 2010 | طواف فونديه 2010                    | السادس في التصنيف العام  |
| 14 أغسطس 2011  | طواف إينكو 2011                     | الخامس في تصنيف أفضل شاب |
| 01 يناير 2012  | هيستسي بيجل 2012                    | الفائز في التصنيف العام  |
| 27 يناير 2013  | سباق جائزة لا مارسيليس الكبرى 2013  | السابع في التصنيف العام  |
| 15 مايو 2013   | 2013 Puivelde Koerse                |                          |
| 11 أغسطس 2013  | سباق النرويج 2013                   | الثامن في التصنيف العام  |
| 20 سبتمبر 2013 | Grand Prix de la Somme 2013         | السابع في التصنيف العام  |
| 05 مارس 2014   | لو سامين 2014                       | الفائز في التصنيف العام  |
| 25 مايو 2014   | باريس-أراس تور 2014                 | الفائز في التصنيف العام  |
| 05 يوليو 2015  | 2015 Paris–Chauny                   | الفائز في التصنيف العام  |
| 10 يونيو 2017  | 2017 Dwars door de Vlaamse Ardennen |                          |
| 11 أكتوبر 2017 | 2017 Famenne Ardenne Classic        |                          |
| 29 يوليو 2019  | 2019 Grote Prijs Raf Jonckheere     |                          |
| 11 أكتوبر 2019 | 2019 Zwevezele Koers                |                          |

## روابط خارجية
- ماكسيم فانتوم على موقع الاتحاد الدولي للدراجات (الإنجليزية)
- ماكسيم فانتوم على موقع أرشيف الدراجات (الإنجليزية)
- ماكسيم فانتوم على موقع إحصائيات الدراجات الإحترافية (الإنجليزية)
- ماكسيم فانتوم على موقع نسبة الدراجات (الإنجليزية)
- ماكسيم فانتوم على موقع CycleBase (الإنجليزية)